# Albin Dihlström
Per Albin Dihlström, född 29 mars 1875 i Stockholm, död där 14 april 1957, var en svensk militär.
Albin Dihlström blev officer 1896, kapten vid Fortifikationen 1906 och fortifikationsofficer vid VI. arméfördelningen 1910. Han blev fortifikationsofficer hos militärbefälhavaren på Gotland, major 1919, var chef för Bodens ingenjörkår 1920–1926 och befordrades senare till överstelöjtnant. Åren 1927–1934 var Dihlström placerad i övergångsstat. Han blev riddare av Svärdsorden 1917.